# Hallstein Oma
Hallstein Kvam Oma, (10. april 1988) fra Bergen, bosat i Danmark, er en af Norges mest lovende badmintonspillere. Han vandt to guldmedaljer i NM junior, i klasserne singel og i mikset dobbel, hvor han spillede sammen med  Helene Trommestad fra Sandefjord. Han blev også kåret til bedste spiller i herreklassen. I 2008 fik han sin første guldmedalje som senior, den kom i NM i mikset dobbel hvor han spillede sammen med Sara Kværnø.
Efter at have fuldført sin uddannelse i Danmark, flyttede han i 2008 til Oslo for at studere videre og være nærmere det norske badmintonmiljø. Her pådrog han sig springerknæ og måtte opereres, hvilket satte ham tilbage i en periode.

## Links
Hallsteins hjørne (Webside ikke længere tilgængelig) (norsk)